# Campinas (transport d'hydravions)
Pour les articles homonymes, voir Campinas (homonymie).
Le Campinas est un cargo transformé par la Marine nationale française en transport d'hydravions en 1916. Il est construit  par les Ateliers et Chantiers de la Loire en 1895 pour le compte de la compagnie des Chargeurs Réunis. Le navire est réquisitionné par la Marine nationale lors de la cours de la Première Guerre mondiale et rendu à son armateur en 1919.

## Service commercial
Le Campinas est un vraquier commandé par la compagnie des Chargeurs Réunis aux Ateliers et Chantiers de la Loire.

## Service militaire
Ce vraquier est transformé en porte hydravions par l'ajout d'hangars à l'arrière et à l'avant pour abriter des hydravions, mis à l'eau par des mâts de charge.
Le commandant en chef de l'Armée navale est autorisé le 2 avril 1916 à utiliser le matériel et le personnel disponible à l'escadrille Nieuport de Port-Saïd pour armer le Campinas en transport d'avions. Ce dernier arrive le 14 mars 1916 à Port-Saïd et part le 17 avril vers Malte en compagnie du Rickmers, où ils arrivent le 10 mai 1916. L'installation de l'escadrille est achevée le 3 juin à Argostóli et le Campinas peut alors être équipé d'hydravions FBA Type C.
Il séjourne en janvier 1917 à Salamine, puis jusqu'en juin 1917 à Corfou, où ses hydravions recherchent les champs de mines menaçant les transports de troupes serbes. 
Il stationne ensuite à Patras de juin à novembre 1917, pour sécuriser la liaison maritime Patras à Missolonghi.
Le départ est ordonné fin novembre vers Milos. Les hydravions sont chargés à partir de décembre 1917 de la surveillance des environs de la base navale, où ils détectent des champs de mines.
Le navire est rendu à son armateur après la fin des hostilités.